# مهدی بوربیعه
مهدی بوربیعه (عربی: مهدي بوربيعة؛ زادهٔ ۷ اوت ۱۹۹۱) بازیکن فوتبال اهل مراکش است که برای باشگاه اسپتزیا بازی می‌کند‌.
وی همچنین در تیم ملی فوتبال مراکش بازی کرده‌است.